# Kemankeş Kara Ali Pacha
Kemankeş Kara Ali Pacha est un homme d'État ottoman. Il fut le 80e Grand Vizir de l'Empire ottoman du 10 août 1623 au 3 avril 1624, pendant le règne du sultan Mourad IV. Il joue un rôle important durant la guerre ottomano-persane (1623-1639).

## Source de la traduction
- (en) Cet article est partiellement ou en totalité issu de l’article de Wikipédia en anglais intitulé « Kemankeş Kara Ali Pasha » (voir la liste des auteurs).